# Alexander Schleicher (azienda)
La Alexander Schleicher GmbH & Co è una azienda aeronautica tedesca specializzata nella produzione di alianti con sede a Poppenhausen, vicino a Fulda, nota per essere la prima azienda a livello mondiale a specializzarsi nel settore.

## Storia
L'azienda venne fondata nel 1926 da Alexander Schleicher utilizzando il denaro vinto in una competizione di volo a vela ed acquisì in poco tempo notorietà e volume di produzione. I primi importanti progetti realizzati furono gli Anfänger ("Principiante"), Zögling ("Allievo"), Professor, Mannheim, e lo Stadt Frankfurt (Città di Francoforte). Nel frattempo i velivoli prodotti su licenza dall'azienda continuarono ad aumentare in numero e complessità di realizzazione, raggiungendo l'apice con i DFS Rhönadler (Aquila del Reno) e DFS Rhönbussard (Poiana del Reno) progettati da Hans Jacobs, ed un grande triposto sperimentale costruito su un disegno di Alexander Lippisch e destinato alla Deutsche Forschungsanstalt für Segelflug (DFS - Istituto Tedesco per la ricerca nel volo a vela). Allo scoppio della seconda guerra mondiale la Schleicher poteva già contare su una forza lavoro di centinaia di operai proiettandola nella realtà industriale tedesca del periodo.
Durante il conflitto la struttura venne inoltre usata per la manutenzione e riparazione degli alianti da addestramento della Gioventù hitleriana che ricevevano lezioni di volo partendo dalla vicina Wasserkuppe, un rilievo di 950 m s.l.m. sui Monti Rhön. Alla fine della guerra la produzione delle aziende aeronautiche venne sospesa come conseguenza della resa della Germania nazista e Schleicher sfruttò le proprie conoscenze sulla lavorazione del legno per convertire la produzione di mobili. Nel 1951, quando le restrizioni vennero meno, l'azienda riprese l'attività aeronautica ritornando alla produzione di alianti.

## Velivoli prodotti
I primi progetti degni di nota del dopoguerra furono disegnati da Rudolf Kaiser ed includono:
- Ka 6 (Standard Class)
- Ka 7 (addestratore biposto)
- K 8 (Standard Class)
- ASK 13 (addestratore biposto)

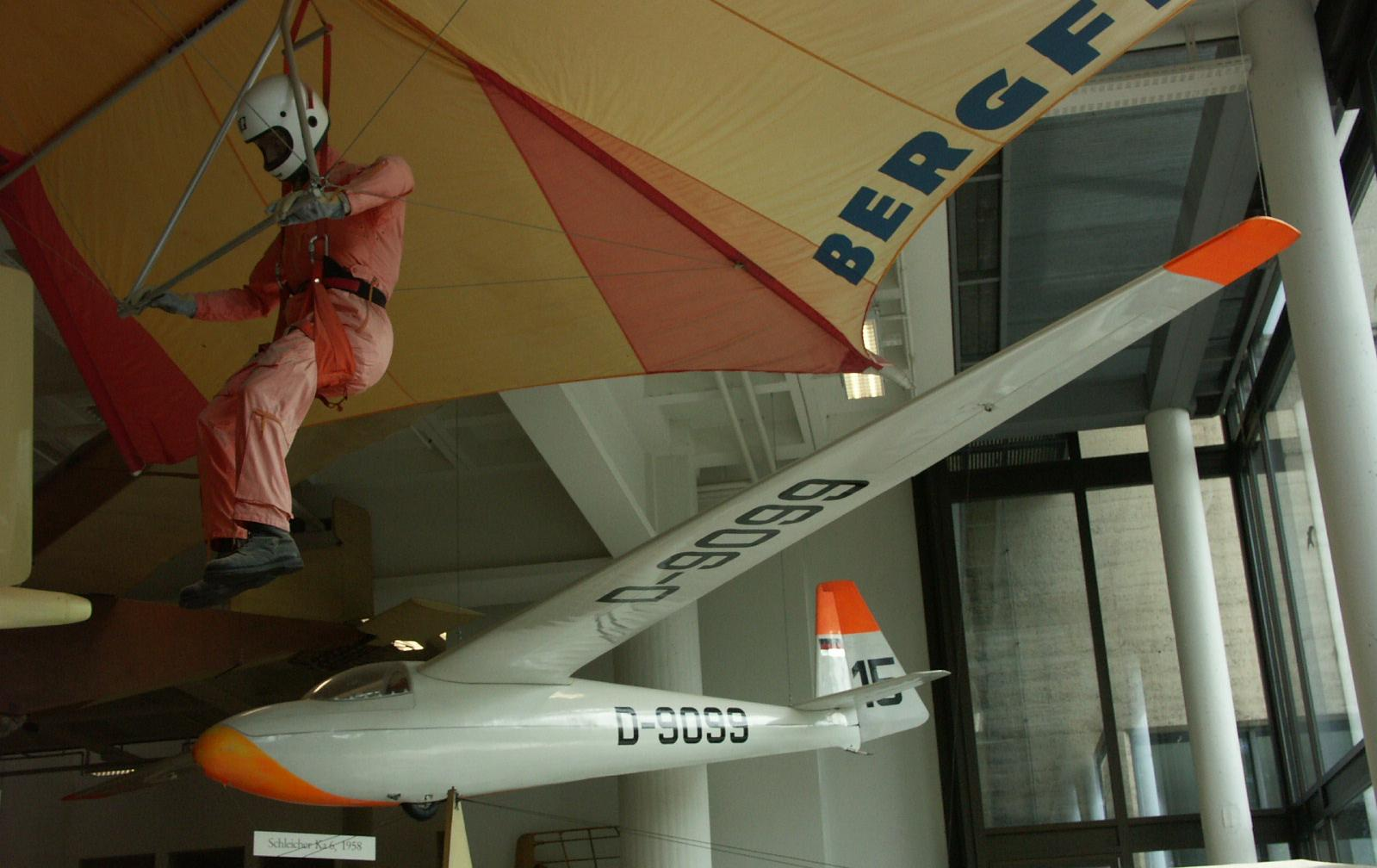
Lo Schleicher Ka 6 esposto al Deutsches Museum di Monaco di Baviera.

- ASK 14 (motoaliante da turismo monoposto)
- ASK 16 (motoaliante da turismo biposto)
- ASK 18 (Club Class)
- ASK 21 (addestratore biposto in vetroresina)
- ASK 23 (Club Class in vetroresina)

In tempi più recenti l'azienda si specializzò in alianti monoposto realizzati in vetroresina affidati alla progettazione di Gerhard Waibel, tra i quali:
- ASW 12 (Open Class)
- ASW 15 (Standard Class)
- ASW 17 (Open Class)
- ASW 19 (Standard Class)
- ASW 20 (15 metre Class, some with tip extensions)
- ASW 22 (Open Class)
- ASW 24 (Standard Class)
- ASW 27 (15 metre Class)
- ASW 28 (Standard Class, but some also with tips for 18 metres)

La collaborazione con i progettisti Martin Heide e Michael Greiner diede origine ad una nuova serie di alianti:
- ASH 25 (Two seat Open Class)

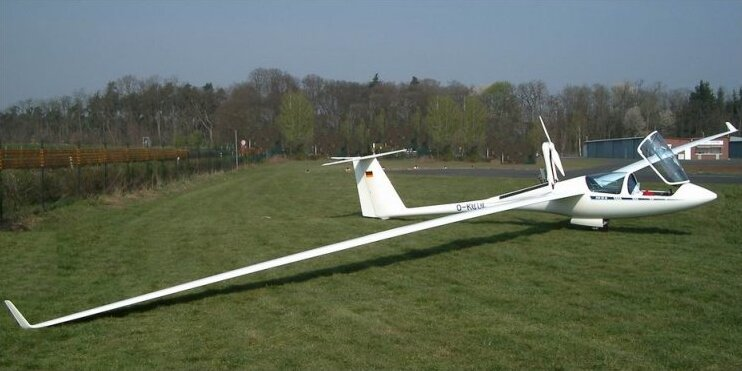
Uno Schleicher ASH 25.

- ASH 30 Mi (Two seat Open Class, motorised)
- ASH 26 (18 metre Class, often motorised)
- ASG 29 (15 metre Class and 18 metre Class)